# Ionel Perlea
Ionel Perlea, Jonel Perlea (ur. 13 grudnia 1900 w Ogradzie, zm. 29 lipca 1970 w Nowym Jorku) – rumuński kompozytor i dyrygent.

## Życiorys
Studiował w Monachium u Antona Beera-Walbrunna (1918–1920) oraz w Lipsku u Paula Graenera i Ottona Lohsego (1920–1923). Jako dyrygent zadebiutował w Bukareszcie w 1919 roku. W kolejnych latach pełnił funkcję dyrygenta w Lipsku (1922–1923) i Rostocku (1923–1925). Był dyrygentem opery (1929–1932 i 1934–1934) oraz orkiestry radiowej (1936–1944) w Bukareszcie. Od 1941 do 1944 roku wykładał kompozycję w konserwatorium bukareszteńskim. Pod koniec II wojny światowej został internowany przez Niemców. 
Po 1945 roku wyjechał z Rumunii, w latach 1945–1947 pełnił funkcję dyrygenta opery w Rzymie. W 1950 roku występował w mediolańskiej La Scali. W sezonie 1949/1950 dyrygował w Metropolitan Opera w Nowym Jorku, gdzie zadebiutował prowadząc Tristana i Izoldę Richarda Wagnera. W następnych latach często występował we Włoszech, w 1955 roku poprowadził w Palermo prapremierowe przedstawienie Il capello di paglio di Firenze Nina Roty. Od 1952 do 1959 roku współpracował z Connecticut Symphony Orchestra. W latach 1952–1959 i 1965–1970 wykładał w nowojorskiej Manhattan School of Music. W 1960 roku otrzymał obywatelstwo amerykańskie.
W 1957 roku doznał ataku serca, a w 1958 roku udaru mózgu, na skutek czego utracił władzę w prawej ręce. W ostatnich latach życia w związku z tym dyrygował wyłącznie przy użyciu lewej ręki.

## Wybrane kompozycje
(na podstawie materiałów źródłowych)

### Utwory orkiestrowe
- 2 skecze (1919)
- Wariacje na własny temat (1935)
- scherzo symfoniczne Don Quichotte (1946)
- Symfonia (1951)
- Adagio (1952)
- Sinfonia concertante na skrzypce i orkiestrę (1968)
- 3 etiudy (1969)

### Utwory kameralne
- Sonata skrzypcowa (1921)
- Sonata wiolonczelowa (1921)
- Kwartet smyczkowy (1922)
- Sonata fortepianowa (1930)